# Terry McAuliffe
Terence Richard "Terry" McAuliffe, född 9 februari 1957 i Syracuse, New York, är en amerikansk demokratisk politiker. Han var Virginias guvernör från januari 2014 till januari 2018.
McAuliffe besegrade republikanen Ken Cuccinelli och libertarianen Robert Sarvis i guvernörsvalet i Virginia 2013.
Efter presidentvalet 2016, spekulerades McAuliffe av media att vara en potentiell kandidat till president i valet år 2020. Spekulationen intensifierades efter demokraten Ralph Northam vann guvernörsvalet i Virginia år 2017 med en större än förväntad marginal, vilket medierapporter föreslog att det förstärkte hans trovärdighet.
Den 30 november 2017, berättade en rådgivare av McAuliffe till The Hill att han "seriöst överväger en presidentkandidatur år 2020".
Den 17 april 2019 meddelade McAuliffe att han inte skulle kandidera till presidentskapet 2020.

## Biografi
McAuliffe föddes och blev uppvuxen i Syracuse, New York, sonen till Mildred Lonergan och Jack McAuliffe. Hans far var en fastighetsmäklare och en lokal demokratisk politiker. Familjen är av irländsk härkomst.
År 1979, fick han en kandidatexamen från Catholic University of America. Efter examen, arbetade McAuliffe för president Jimmy Carters omvalskampanj, McAuliffe blev den nationella finansdirektören vid tjugotvå år.